# Crisi del petroli de 1979
La crisi del petroli de 1979, també coneguda com a segona crisi del petroli, després de la sobrevinguda el 1973, es va produir sota els efectes conjugats de la revolució iraniana i de la guerra Iran-Iraq. El preu del petroli es va multiplicar per 2,7 des de mitjans de 1978 fins a 1981.

## Cronologia

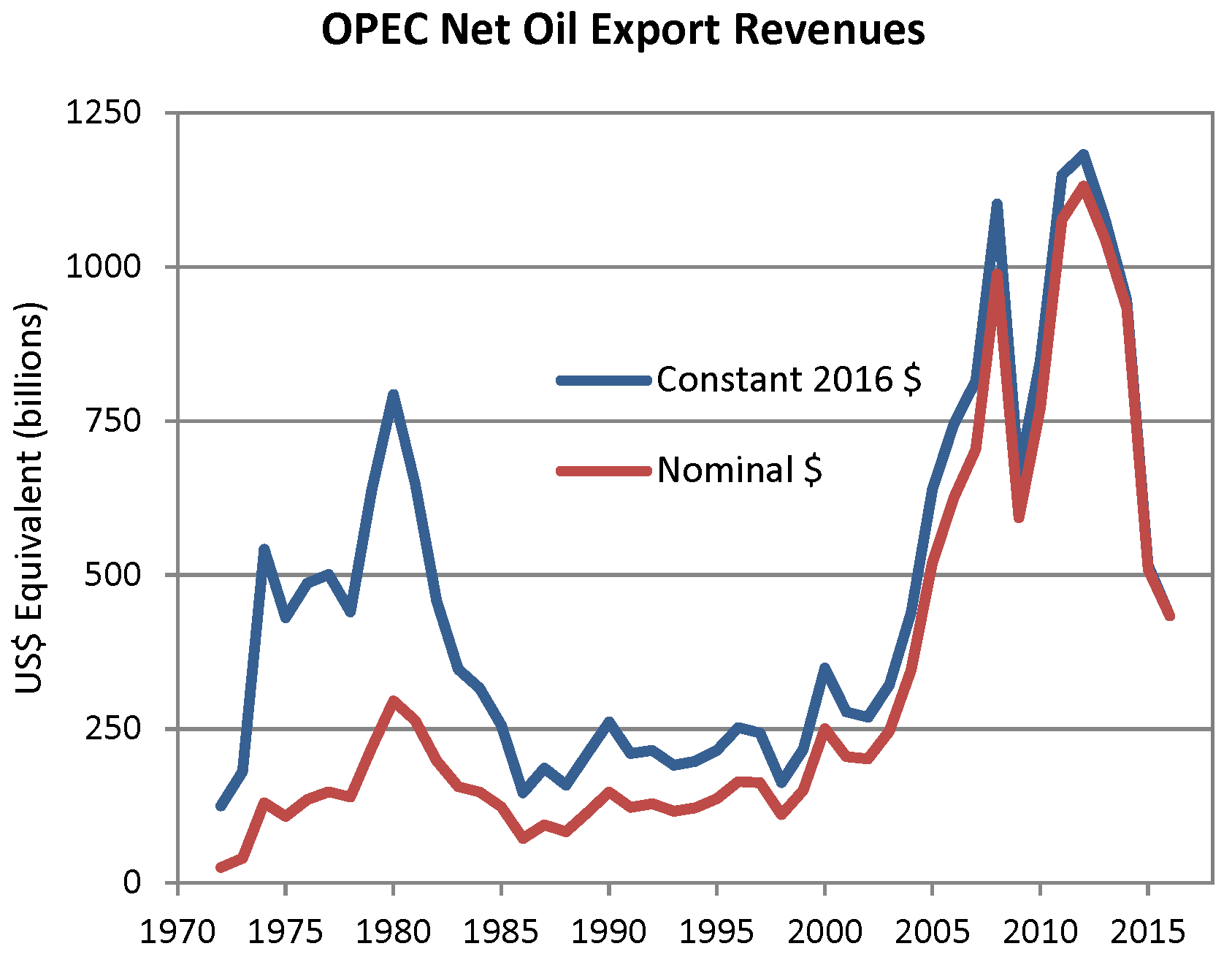
Exportacions de l'OPEP en dòlars constants i nominals (1972-2007). Es poden observar també els pics de 1973 i 2005.

El 8 de setembre de 1978 és el Divendres Negre a Teheran: es produeixen revoltes en contra del Sha durament reprimides per l'exèrcit (tot i que s'havia declarat la llei marcial). Al novembre, 37.000 treballadors de les refineries iranianes es declaren en vaga, passant la producció de 6 milions de barrils diaris a 1,5 milions, i nombrosos treballadors estrangers abandonen per la seva banda el país. Finalment, a instàncies del Primer Ministre Shapur Bajtiar, el Sha fuig del país el 16 de gener de 1979.
El 22 de setembre de 1980 comença la guerra Iran-Iraq. El preu del barril de petroli arriba als 39 dòlars, que tenint en compte la inflació es corresponen amb 92,5 dòlars de setembre de 2005. La congelació d'exportacions iranianes provoca la gairebé instantània pujada de preus, fet que afecta el mercat global del petroli.
En aquest nou context:
- El Japó es veu privat d'una part considerable dels seus subministraments
- Al cap de 2 anys de relativa abundància i gran estabilitat de preus, el nivell de les reserves és molt petit en tots els països

Així, l'alarma s'estén i els països de tot el món intenten reconstituir els seus capitals. S'adopten mesures: restriccions al consum, se subvenciona la importació (Estats Units); simultàniament els especuladors aprofiten la situació per fer negoci. I tot això, malgrat l'augment de la producció saudita i el reinici parcial d'exportacions iranianes. Tant l'OPEP com altres països productors aprofiten la situació: Els preus es disparen.
Finalment, a finals de 1981 la situació es comença a normalitzar amb la baixada generalitzada dels preus del cru per part dels països productors.